# Jürgen Eschert

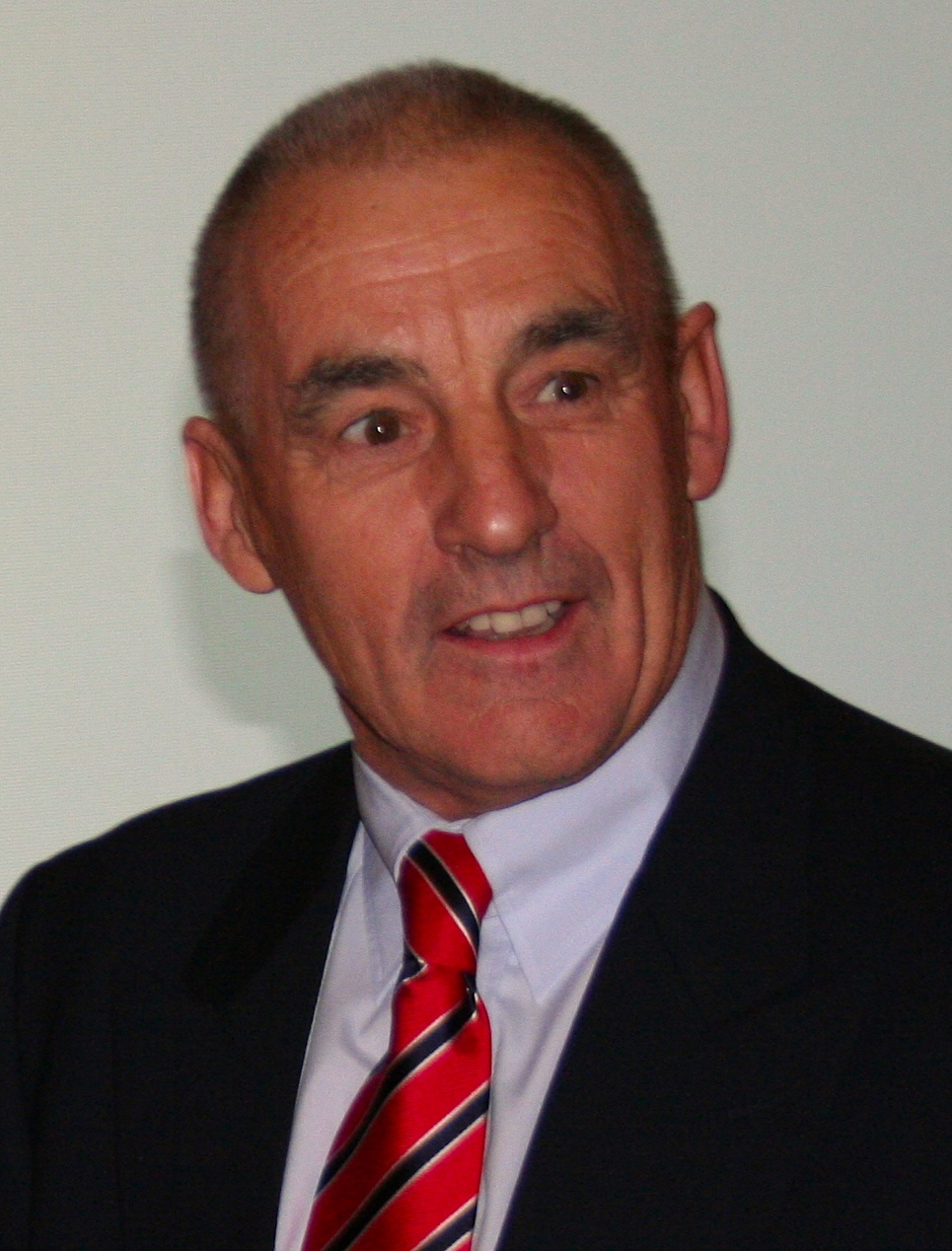
Jürgen Eschert (2011)

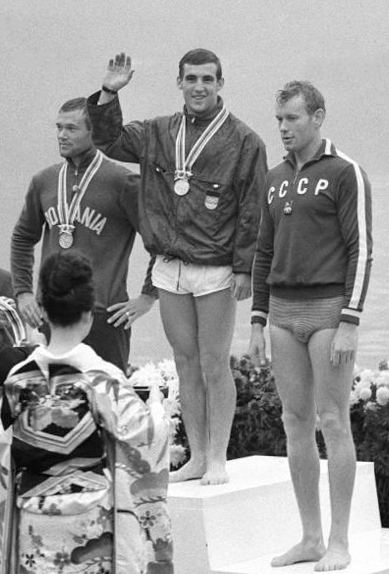
Jürgen Eschert bei der Siegerehrung der Olympischen Spiele in Tokio 1964

Jürgen Eschert (* 24. August 1941 in Magdeburg) ist ein ehemaliger deutscher Kanute, Kanutrainer und Sportmanager.

## Leben
Jürgen Eschert begann mit zwölf Jahren zu paddeln. Zunächst wurde er bei der BSG Motor Magdeburg-Südost ausgebildet, Erste größere Erfolg waren die 2. Plätze im Einer-Canadier über 500 und 3.000 Meter bei der DDR-Kanu-Meisterschaft 1959 in Rostock für Motor Südost. Er wurde später zum ASK Vorwärts Leipzig delegiert. Nach dem Umzug von dessen Kanuabteilung startete der gelernte Modelltischler ab 1963 für den ASK Vorwärts Potsdam. Sein größter Erfolg war die Goldmedaille im Einer-Canadier bei den Olympischen Sommerspielen 1964 in Tokio. Für die Olympischen Spiele 1968 wurde er trotz guter Leistungen nicht nominiert. Gleichzeitig absolvierte er ein Studium zum Diplom-Sportlehrer und promovierte anschließend über die Ausdauer von Jugendlichen.
Da er als Armeeangehöriger in der Öffentlichkeit mit einem geschenkten T-Shirt mit aufgedruckter USA-Nationalflagge angetroffen wurde, wurde er während der WM-Qualifikation 1971 aus der DDR-Nationalmannschaft ausgeschlossen und musste seine Laufbahn aufgeben. Er war in seinem Klub weiter als Junioren-Trainer tätig. 1975 erhielt er auch hier eine fristlose Kündigung, da er entgegen dem Verbot von Westkontakten für NVA-Angehörige Kontakte zu seinem ehemaligen westdeutschen Konkurrenten Detlef Lewe unterhielt. In der Folge arbeitete er als Sportlehrer an der Ingenieurschule für Bauwesen in Potsdam. Nach deren Schließung nach der Wende fand er seit Mitte der 1990er Jahre eine Arbeitsstelle bei der Gothaer Versicherung.
Nach der Wende engagierte er sich intensiv beim Kanu-Club Potsdam (KCP) im Olympischen Sport Club (OSC), dem Nachfolgeverein des ASK Vorwärts Potsdam. Er war lange Jahre Vorsitzender und Teammanager des Vereins. Dabei nutzte er seinen Sinn für Inszenierung, sein Marketingdenken und seine Mobilisierungsfähigkeit nicht nur zum Nutzen seines Vereins, indem er beispielsweise für Trainingszwecke ein Boots- und Gästehaus in Florida organisierte, sondern auch für öffentlichkeitswirksame Kanusportveranstaltungen in Potsdam. Der jährliche Drachenboot-Cup, die Potsdamer Wasserspiele (seit 1997) und seit 2005 der Kanu-Kanalsprint im wiederhergestellten Abschnitt des Potsdamer Stadtkanals sind auf seine Initiative und seine guten Kontakte zur Brandenburgischen Politik und Wirtschaft zurückzuführen. Eschert lebt mit seiner Frau auf Hermannswerder am Templiner See und ist Vater einer Tochter.

## Erfolge
Als Aktiver:

Olympische Spiele
- 1964 – Gold C1  1000 m

Kanurennsport-Europameisterschaften
- 1965 – Bronze C1 1000 m

Als Trainer:

Kanurennsport-Junioren-Europameisterschaft
- 1973 – Gold C2 Peter Müller/Wilfried Stephan
- 1973 – Silber C1 Uwe Freese

## Ehrungen
- 1964 – Vaterländischer Verdienstorden in Silber[6]
- 2002 – Verdienstkreuz am Bande des Verdienstordens der Bundesrepublik Deutschland
- 2007 – Verdienstorden des Landes Brandenburg